# Зангелан
Зангела́н (азерб. Zəngilan) — город на юго-западе Азербайджана, административный центр Зангеланского района.
На октябрь 2024 года в городе строится 6 жилых комплексов.

## География
Город расположен на правом берегу реки Охчучай. Через город проходила тупиковая железнодорожная ветка Миндживан — Капан, в 1990 году разрушенная в ходе боёв Первой карабахской войны.

## История

#### Древние времена
Согласно «Ашхарацуйцу» («Армянской географии») VII века, район современного Зангелана входил в состав гавара Ковсакан области Сюник историко-географического региона Армения.
Зангелан в форме «Зангийан» упоминается в сочинении «Нузхат ал-кулуб» персидского историка Хамдаллаха Казвини, написанном в 1340 году.

#### В Российской империи
В XIX веке, после вхождения этого края в состав России, Зангелан (называвшийся тогда Перчиван) стал частью Зангезурского уезда Елизаветпольской губернии.
По данным «Свода статистических данных о населении Закавказского края, извлеченных из посемейных списков 1886 года», в селе Пирчеван Пирчеванского сельского округа Зангезурского уезда Елизаветпольской губернии было 50 дымов и проживало 211 азербайджанцев (в источнике — «татар») шиитского вероисповедания, которые были крестьянами.

#### Период Азербайджанской ССР
Согласно результатам Азербайджанской сельскохозяйственной переписи 1921 года, Пирчеван Верх. и Пирчеван Нижн. с отселком Софилар Кубатлинского уезда населяли 524 человека (162 хозяйства), преобладающая национальность — тюрки азербайджанские (азербайджанцы).
Согласно данным на 1 января 1933 года Пирчиван I (центр) и Пирчиван II входили в одноимённое сельское общество Зангеланского района Азербайджанской ССР. Население — 574 человек в 95 хозяйствах (Пирчиван I) и 148 человек в 35 хозяйствах (Пирчиван II). Всё население сельсовета, состоявшего также из сёл (Генлик, Малаткешин, Таглы) — на 98,7 % обозначалось тюрками (азербайджанцами).
Указом Президиума Верховного Совета Азербайджанской ССР от 31 августа 1957 года селение Пирчиван, центр Зангеланского района, отнесено к категории посёлков городского типа с присвоением ему наименования — Зангелан.
В 1967 году населённому пункту был присвоен статус города.
В городе была расположена железнодорожная станция на ветке от линии Баку — Нахичевань, а также виноградарский совхоз.
В 1980-х годах построена автомобильная дорога Горадиз — Зангелан протяжённостью 61 километр.

#### Первая карабахская война и межвоенный период
29 октября 1993 года в ходе Первой карабахской войны территория Зангеланского района была занята армянскими силами, и с того времени де-факто контролировалась властями непризнанной Нагорно-Карабахской Республики.
В 1993—2020 годах город входил в так называемый «пояс безопасности Нагорного Карабаха», находившийся за пределами первоначально заявленной территории непризнанной Нагорно-Карабахской Республики, но контролируемый НКР, согласно топонимике которой носил название Ковсакан. Согласно резолюциям СБ ООН Зангелан считался оккупированным армянскими силами. По состоянию на 2005 год население города насчитывало менее 400 человек.
В 2013 году армянские власти стали размещать в Зангелане беженцев армянского происхождения из Сирии. Азербайджан охарактеризовал расселение сирийских армян на своей международно признанной территории нарушением международного законодательства, препятствующим мирному процессу.

#### Вторая карабахская война и послевоенный период

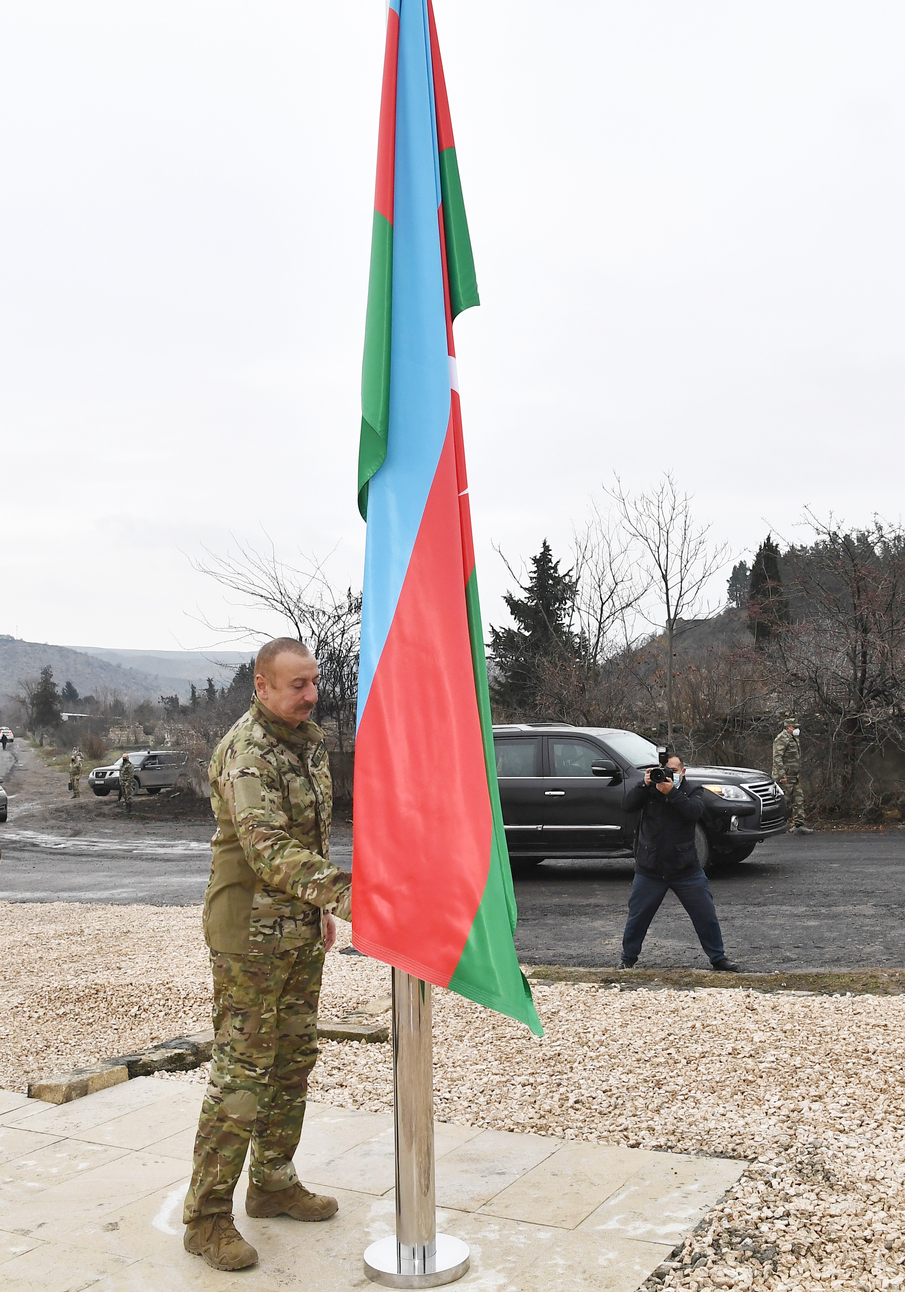
Президент Азербайджана Ильхам Алиев поднимает флаг Азербайджана над городом Зангелан. 23 декабря 2020 года

Азербайджан вернул контроль над городом в октябре 2020 года в ходе Второй карабахской войны.
20 октября 2020 года президент Азербайджана Ильхам Алиев заявил, что азербайджанские вооружённые силы установили контроль над городом.
23 декабря 2020 года президент Азербайджана Ильхам Алиев посетил Зангелан, где поднял флаг Азербайджана.
19 октября 2022 года заложен фундамент первого жилого комплекса в городе. Комплекс состоит из 12 зданий. Рассчитан на 104 квартиры. Расположен в центральной части города. Площадь комплекса составляет 1,92 гектар.
В июле 2023 года президентским указом дата 20 октября была учреждена как ежегодно отмечаемый День города Зангелан.
В ноябре 2023 года был утверждён генеральный план города.
Строительство пятого и шестого жилых комплексов начато 3 октября 2024 года.
18 мая 2024 года начато строительство дорожной сети города. Общая протяжённость дорог составит 31 км.

## Население
Согласно Всесоюзной переписи 1989 года население города составляло 6968 человек. В 1991 году в городе проживало 7,2 тысяч жителей.

### Национальный состав
| Год переписи  | 1939         | 1959            | 1970            | 1979            |
| ------------- | ------------ | --------------- | --------------- | --------------- |
| азербайджанцы | 915 (83,0 %) | ↘2 929 (98,3 %) | ↗4 047 (98,6 %) | ↗4 819 (96,1 %) |
| русские       | 111 (10,1 %) | ↘25 (0,8 %)     | ↗27 (0,7 %)     | ↗182 (3,6 %)    |
| армяне        | 54 (4,9 %)   | ↘6 (0,2 %)      | ↗14 (0,3 %)     | ↘5 (0,1 %)      |
| другие        | 23 (2,1 %)   | 20 (0,7 %)      | 15 (0,3 %)      | 6 (0,1 %)       |
| всего         | 1 103        | 2 980           | 4 103           | 5 012           |

## Инфраструктура

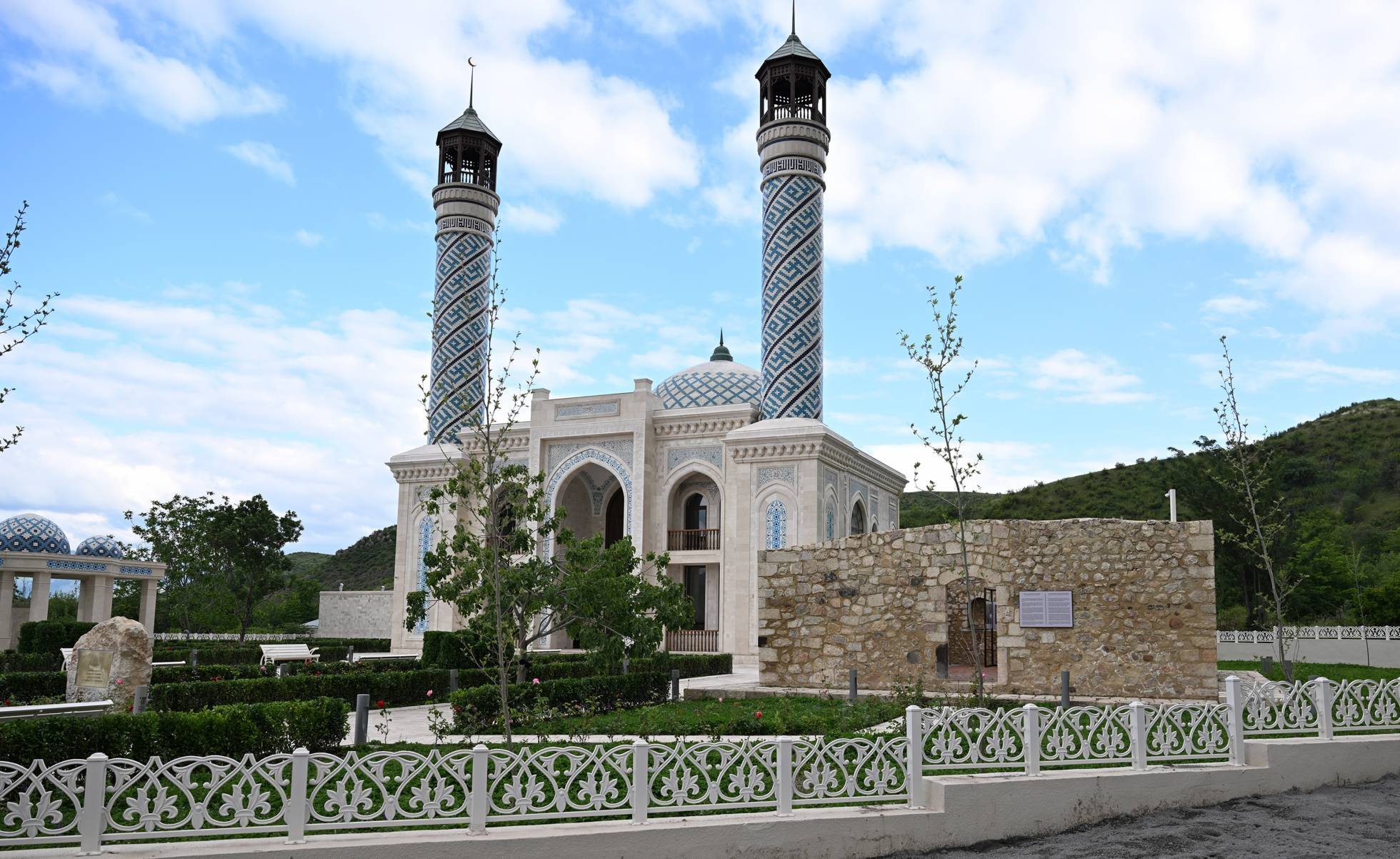
Зангеланская мечеть 18 мая 2024

20 октября 2022 года состоялось открытие Зангеланского международного аэропорта. На церемонии открытия приняли участие главы Азербайджана и Турции.
18 мая 2024 года открыты гидроэлектростанции «Зангелан» и «Шайыфлы». 
18 мая 2024 года открыта Зангеланская мечеть. Мечеть построена рядом с сохранившейся исторической мечетью. Историческая мечеть была в основном разрушена в период войны. На 2024 год на этом месте создана выставка под открытым небом.

## Упоминания в искусстве
Зангелану посвящена картина «Виноградные сады Зангелана» (азерб. Zəngilanın üzüm bağları) народного художника Азербайджанской ССР Надира Абдурахманова.

## Фотографии

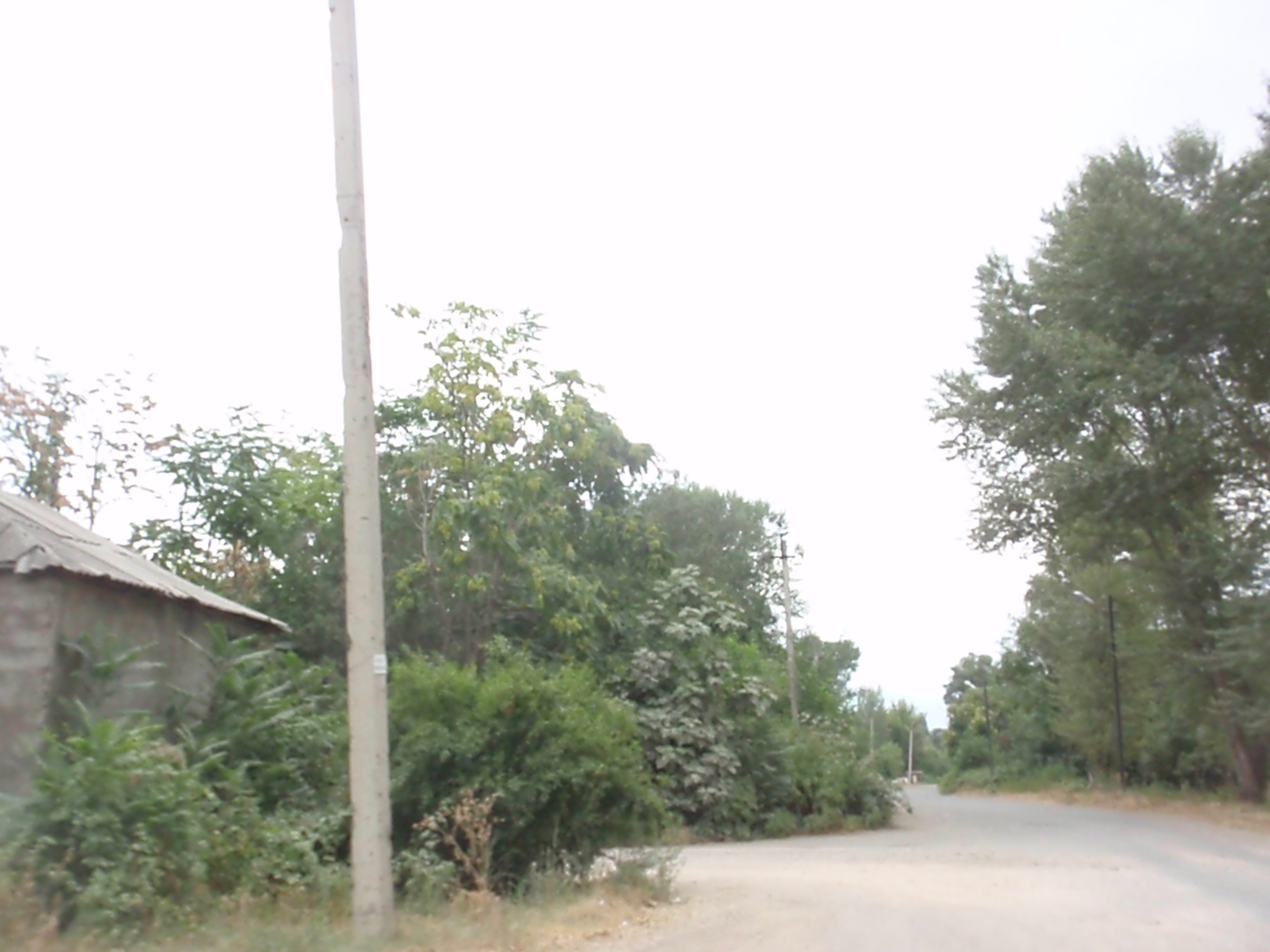
Одна из городских улиц
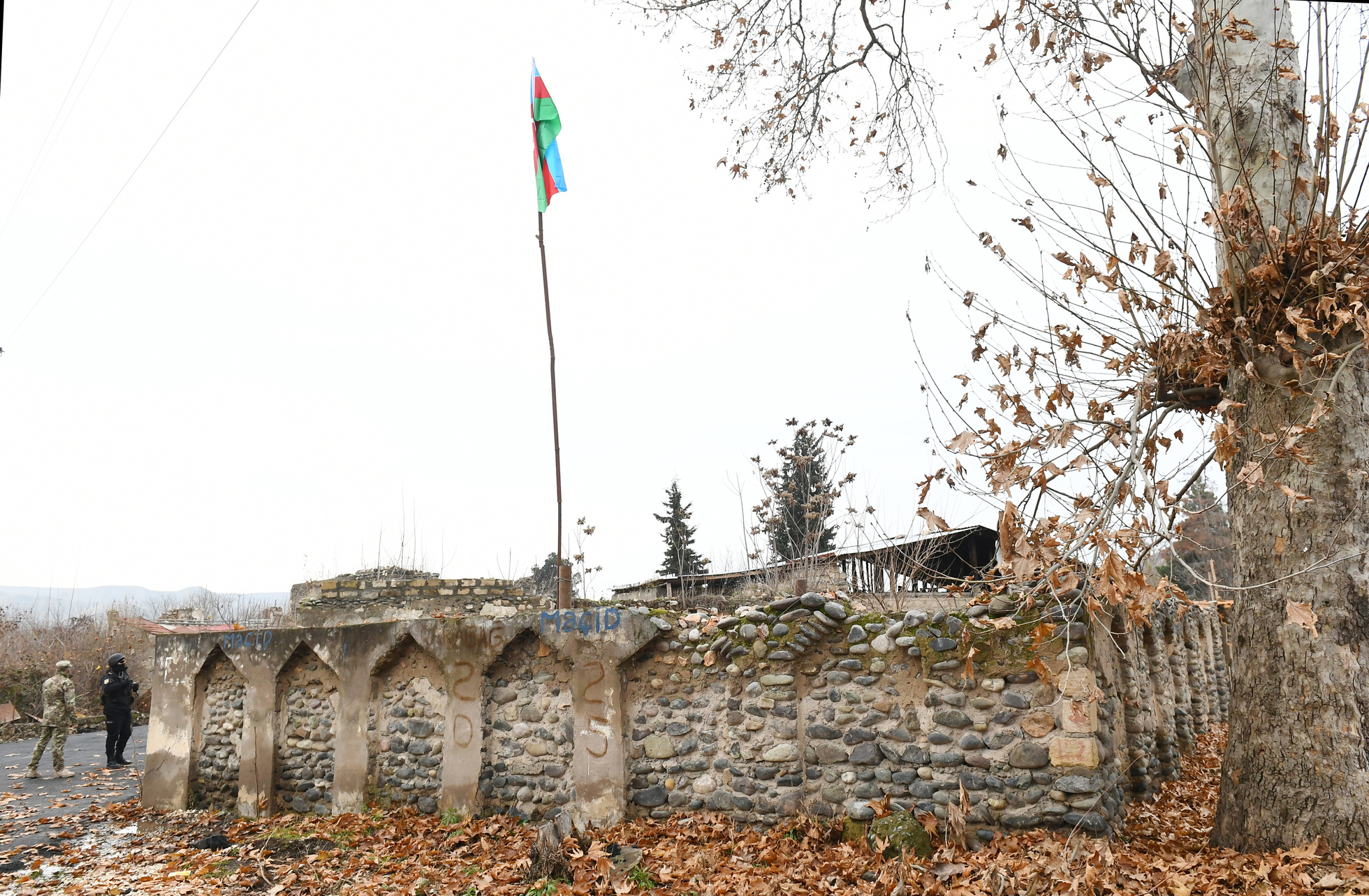
Развалины мечети
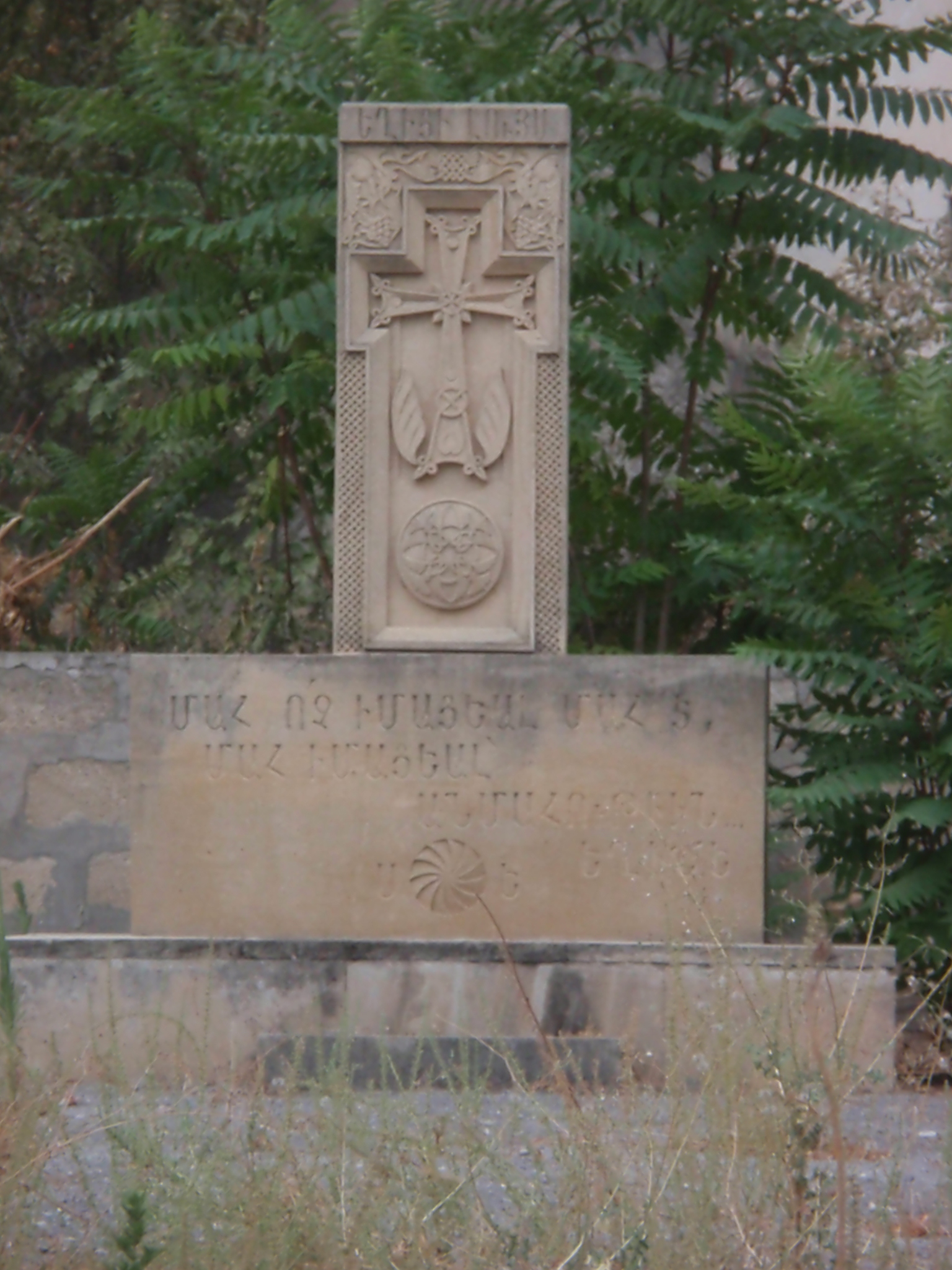
Хачкар
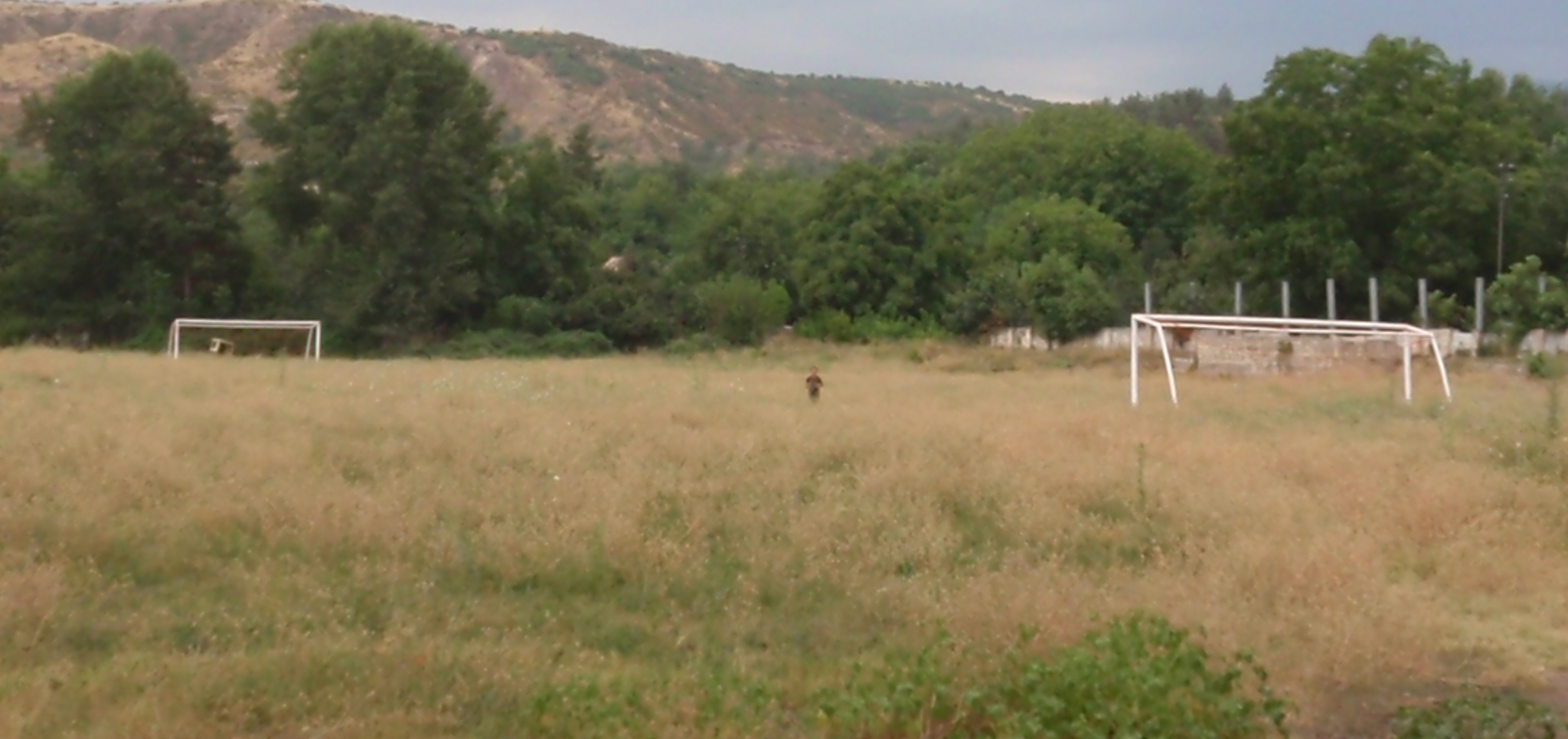
Футбольное поле
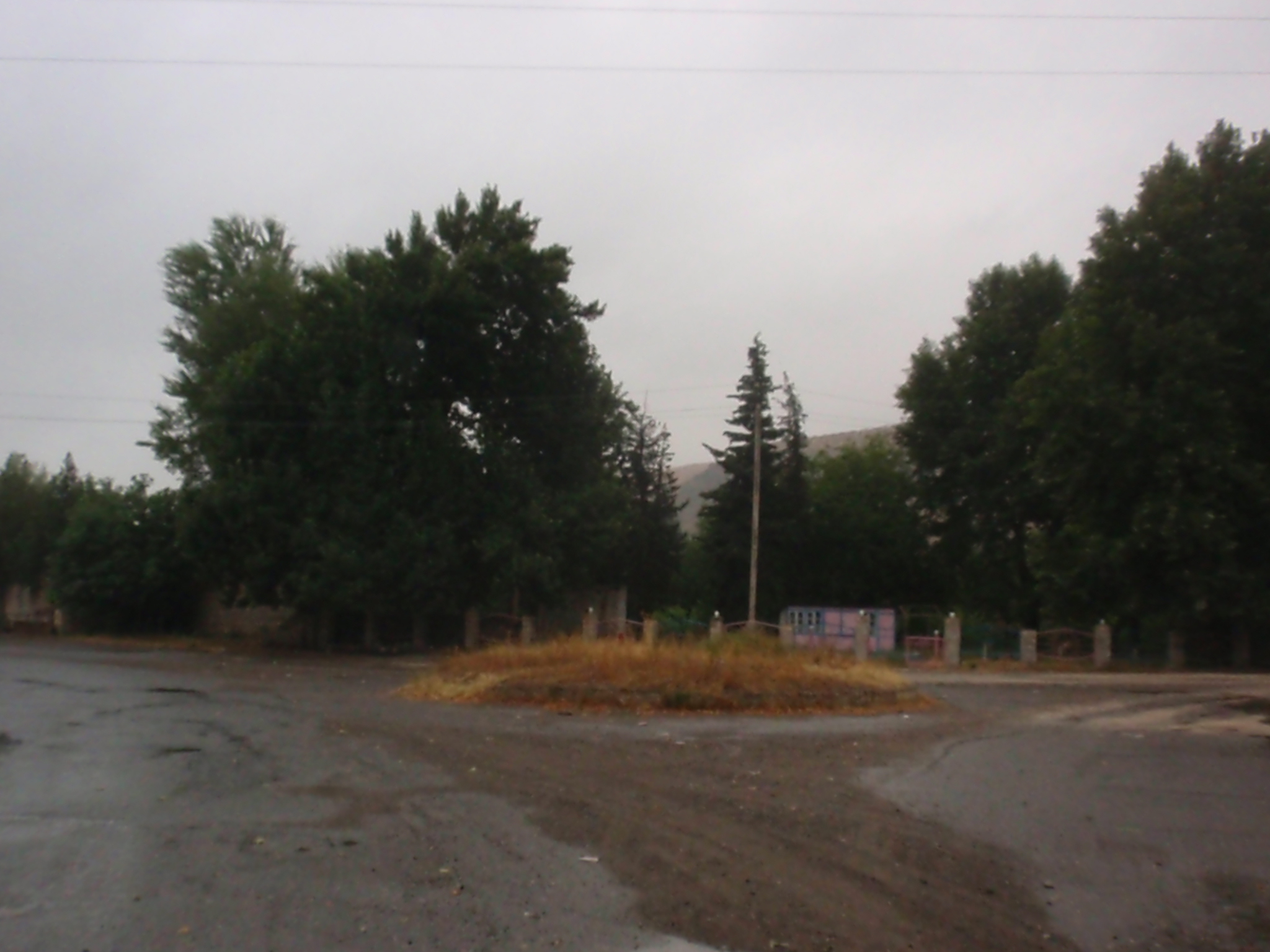
Автомобильное кольцо в Зангелане